# Julia Kovacs
Julia Kovacs (* 2011 in Köln) ist eine deutsche Kinderdarstellerin.

## Leben
Im Jahr 2019 nahm sie ersten Gesangs-, Tanz- und Schauspielunterricht und steht seitdem vor der Kamera.
Ihre erste Rolle in einem Fernsehfilm hatte sie als „Marie Beck“ in der Filmreihe Tatort in der Folge Niemals ohne mich (2020). 2021 wurde sie für ihre Rolle im Kurzfilm Du hast viele Teile, aber kein Herz bei den Filmfestspielen Erfurt für den goldenen Spatz nominiert. Für dieselbe Rolle wurde sie 2022 beim Children‘s International Film Festival of Wales in der Kategorie „beste Schauspielerin“ nominiert. Im Film Oskar, das Schlitzohr und Fanny Supergirl (2022) spielte sie an der Seite von Dieter Hallervorden die Hauptrolle des autistischen Kindes „Fanny“. Neben kleineren Rollen in „Die drei Ausrufezeichen“ und der Kölner Kriminalserie „Marie Brand“ übernahm Julia die Hauptrolle des autistischen Mädchens „Eileen“ in der Kika-Fernsehserie „Gong! Mein spektrakuläres Leben“ (2023).
Julia Kovacs spricht neben Deutsch auch Englisch und Ungarisch.

## Filmografie
- 2019: Tatort: Niemals ohne mich
- 2020: Du hast viele Teile…
- 2021: The Familiar
- 2021: Generation Beziehungsunfähig
- 2022: Oskar, das Schlitzohr und Fanny Supergirl
- 2023: Marie Brand und die Ehrenfrauen
- 2023: Gong! Mein spektrakuläres Leben (Fernsehserie)